# Microtityus borincanus
Espèce
Microtityus borincanus est une espèce de scorpions de la famille des Buthidae.

## Distribution
Cette espèce est endémique de Porto Rico. Elle se rencontre dans la forêt d'État Susúa à Sabana Grande.

## Description
La femelle holotype mesure 17 mm.

## Publication originale
- Teruel, Rivera & Sánchez, 2014 : « First record of the genus Microtityus Kjellesvig-Waering, 1966, from Puerto Rico, with description of two new species (Scorpiones: Buthidae). » Euscorpius, no 180, p. 1-11 (texte intégral).